# 進学予備校成蹊館
進学予備校成蹊館（しんがくよびこうせいけいかん）とは、鹿児島県で展開されている進学予備校である。若松 隆が1990年に鹿屋市で設立した。
主に高校受験、大学受験、社会人受験を手掛けており、これまで1000人以上の卒業生を出している。また、社会人受験において看護学校等への卒業生も出している。

## 沿革
- 1990年2月‐鹿児島県鹿屋市串良町岡崎に開校
- 2016年7月‐鹿児島市西田1丁目に開校